# مهران برومند
مهران برومند (زادهٔ ۲۰ فروردین ۱۳۵۳) تهیه‌کننده سینما و تلویزیون و کارگردان ایرانی است.
وی تهیه‌کنندگی سریالهای ویژه شبکه نمایش خانگی شاهگوش، دندون طلا، ماه تی تی را بر عهده داشته است. در سریال مختارنامه به کارگردانی داوود میرباقری، برومند در مقام مشاور تهیه و تولید و نیز مدیر پس تولید حضور داشت. او که کارگردانی تله فیلم آمیتیس را نیز در کارنامه خود دارد، مشاور تهیه کننده سریال گلشیفته (مجموعه نمایش خانگی) بوده است.
مهران برومند دو بار و در سالهای ۱۳۹۳ و ۱۳۹۵ برای سریالهای شاهگوش و دندون طلا موفق به کسب تندیس بهترین مجموعه‌های تلویزیونی از جشن دنیای تصویر شده‌است.

## فیلم‌شناسی

### سینمایی
- مجسمه (۱۳۷۱) گروه کارگردانی
- پاییز بلند (۱۳۷۳) مدیر برنامه‌ریزی
- حمله به اچ۳ گروه کارگردانی
- لاک پشت دستیار اول کارگردانی
- ایستگاه دستیار کارگردان و مدیر برنامه‌ریزی
- قارچ سمی دستیار اول گارگردانی
- شاه خاموش دستیار اول گارگردانی
- انعکاس دستیار اول گارگردانی
- دندون طلا ساخت ۱۳۹۴، تهیه‌کننده
- مست عشق حسن فتحی تهیه کننده

### تلویزیونی
- مردان آنجلس
- پرونده‌های مجهول مدیر برنامه‌ریزی و دستیار اول گارگردانی
- سریال تفنگ سرپر مدیر برنامه‌ریزی و دستیار اول گارگردانی
- روزهای به یادماندنی
- مختار نامه مشاور تهیه و تولید و مدیر پس تولید
- شاهگوش تهیه‌کننده
- ماه تی تی (مجموعه تلویزیونی) تهیه‌کننده
- گلشیفته (مجموعه نمایش خانگی)